# Phorbia nuceicornis
Phorbia nuceicornis är en tvåvingeart som först beskrevs av Pandelle 1900.  Phorbia nuceicornis ingår i släktet Phorbia och familjen blomsterflugor. Arten är reproducerande i Sverige. Inga underarter finns listade i Catalogue of Life.